# 石牆

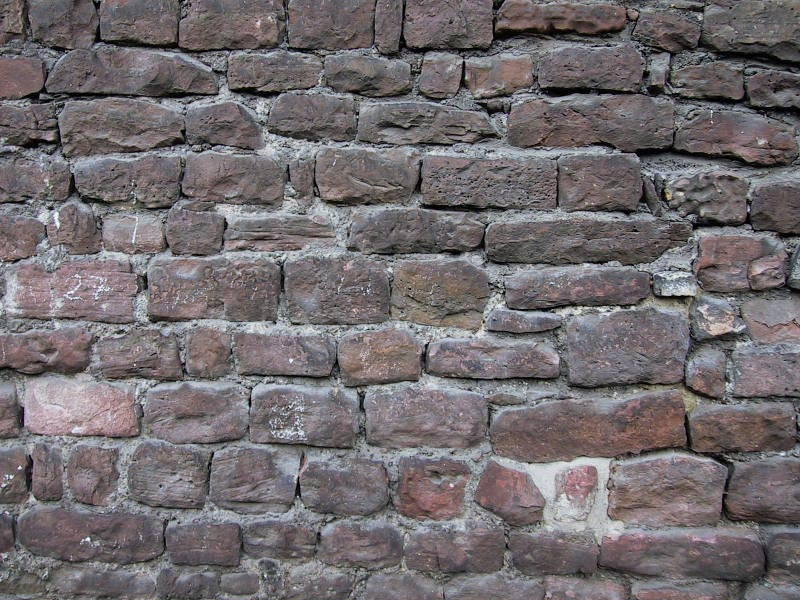
一道用石頭堆砌而成的城牆，位於德國沃尔姆斯

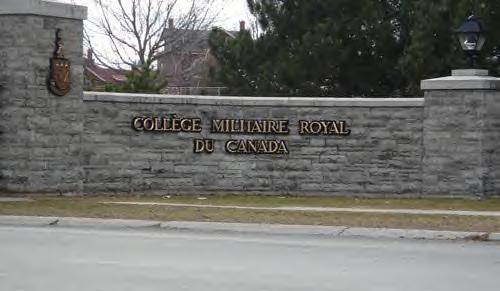
位於加拿大皇家軍事大學前用石灰石堆砌而成的矮牆

石牆是一種已被使用數千年的砌体结构，主要是由石頭構成。最早是由遠古時代的農民將散落於地面的石頭直接堆砌而成，稱為乾石牆。之後逐漸發展成加入砂漿和灰泥等材料，尤其是在建造城牆、城堡和其他中世紀及之前的要塞時。

## 材料
石牆通常是由當地的石材建成，種類從石灰石、燧石、花崗岩到砂岩皆有。然而，各種石材在抗風化、防滲水和切割難易度等方面的特性有很大的不同。經過切割和處理的石材又稱琢石，它們通常被運用在石造建築的角落。花崗岩具有良好的抗風化能力，某些石灰石則相當容易受到風化作用的侵蝕，然而同為石灰石的波特蘭石等也具有良好的抗風化能力。